# Пеньчиково
Пеньчиково (пол. Pieńczykowo) — село в Польщі, у гміні Райґруд Ґраєвського повіту Підляського воєводства.
Населення — 111 осіб (2011).
У 1975-1998 роках село належало до Ломжинського воєводства.

## Демографія
Демографічна структура станом на 31 березня 2011 року:
|          | Загалом | Допрацездатний вік | Працездатний вік | Постпрацездатний вік |
| -------- | ------- | ------------------ | ---------------- | -------------------- |
| Чоловіки | 59      | 17                 | 37               | 5                    |
| Жінки    | 52      | 14                 | 30               | 8                    |
| Разом    | 111     | 31                 | 67               | 13                   |